# Tata Ronkholz
Tata Ronkholz (née Roswitha Ronkholz en 1940 à Krefeld et morte en 1997 à Burg Kendenich) est une photographe et créatrice allemande. 
Elle est une photographe documentaire. Plutôt que de grands monuments, elle s'attache aux frontières du monde du travail comme les portes des usines et la transition entre le monde du travail et celui des loisirs. Ses photos en noir et blanc, d'une grande précision, montrent des villes vides d'êtres humains, des rues désertes, des commerces sans clients. C'est un monde de silence, sur le point de disparaître.

## Biographie
De 1961 à 1965, Tata Ronkholz étudie d'abord l’ébénisterie puis l'architecture et la décoration intérieure à la Werkkunstschule à Krefeld. Après un emploi dans le magasin de meubles Schroer de 1965 à 1966, elle travaille comme créatrice de meubles indépendante jusqu'en 1977. Elle conçoit notamment un espace de vie à partir d'éléments en mousse individuels pour l'entreprise Habit. En 1977, Tata Ronkholz commence des études à l'Académie des beaux-arts de Düsseldorf. Avec Volker Döhne, Andreas Gursky, Candida Höfer, Axel Hütte, Thomas Ruff et Thomas Struth, elle  y est une des premières étudiantes de Bernd et Hilla Becher.
En 1985, elle arrête totalement la photo et travaille jusqu'en 1995 dans une agence photo de Cologne.
Tata Ronkholz décède en 1997 à Burg Kendenich près de Cologne.

## Œuvre artistique
Les premiers travaux de Tata Ronkholz se caractérisent par un style constructiviste strict.
Ses sujets de prédilection sont les portes d'usines, les débits de boissons, les vitrines et le port de Düsseldorf, Rheinauhafen. Elle enregistre toutes ces photos dans des archives soigneusement conservées.
Elle prend ses premières photos en noir et blanc de portes  d'usines avant même de commencer à étudier avec Bernd Becher, avec un appareil photo à plaques et en hiver uniquement afin que la végétation ne cache la structure des portes.

### Rheinauhafen
Avec Thomas Struth, elle commence à documenter le Rheinauhafen à Düsseldorf de 1978 à 1980, peu de temps avant sa démolition. Lorsque Thomas Struth doit interrompre son travail photographique en 1980, Tata Ronkholz se consacre aux espaces intérieurs du port. Elle réalise ainsi une archive photographique des bâtiments industriels. Le Musée de la ville de Düsseldorf, conscient de leur intérêt historique, a acheté 82 de ces œuvres en 1981.

### Les buvettes
Les buvettes est une des séries les plus étendues et sans doute la plus connue de Tata Ronkholz. Ces kioskes et échoppes sont les témoins d'une micro société, de cultures locales qui, en grande partie, n'existent plus. Pour ces photos, Tata Ronkholz trouve son inspiration à Düsseldorf, Bochum et Cologne ainsi que dans d'autres endroits de la Ruhr. Elle souligne « Je ne me suis jamais intéressée à l'aspect social ou au design, mais j'étais attirée par le quotidien. Je voulais montrer le kiosque au coin de la rue dans toute sa convivialité ».

### Les vitrines
C'est avec ce même souci de montrer un quotidien sur le point de disparaître, qu'elle photographie les vitrines de magasins avant de renoncer à son activité de photographe en 1985.

### Archives
La succession de Tata Ronkholz est confiée à Van Ham à Cologne. Ses archives couvrent tous les aspects de son œuvre photographique et comprennent des impressions, des planches contacts et tous les négatifs, ainsi que des parties de sa correspondance et des ébauches de son travail de design d'intérieur.
Elles comprennent aussi trois livres dont on dit que Tata Ronkholz les emportait toujours avec elle quand elle prenait des photos. L'un d'est dédié aux portes d'usines ou de fabriques, les deux autres documentent ses photographies de buvettes et de vitrines.

## Expositions individuelles
Une liste plus détaillée d'expositions est disponible sur le site de Tata Ronkholz ainsi que sur le site de la galerie Thomas Zander.
- 1978 : New Yorker Strassen, New York[8]
- 1980 : BeauGrenelle – ein modernes Wohnviertel in Paris. Galerie Rüdiger Schöttle, Munich[9]
- 1981 : Rheinhafen Düsseldorf . Tata Ronkholz et Thomas Struth. Stadtmuseum  Düsseldorf[10]
- 2001 : Tata Ronkholz. Photographien. Galerie Berinson, Berlin[11]
- 2016 : Trinkhallen und mehr. Tata Ronkholz. Musée DKM Duisburg[12]
- 2017 : Rheinhafen Düsseldorf. Grisebach, Dusseldorf[3].

## Expositions collectives
Une liste plus détaillée d'expositions est disponible sur le site de Tata Ronkholz ainsi que sur le site de la galerie Thomas Zander.
- 1979 : In Deutschland, Rheinisches Landesmuseum, Bonn[13].
- 2003 : Lubo Laco, Maria Maier, Harold Chapman und Tata Ronkholz. Fotografie. Kunstmuseum, Alten Post Mülheim[14]
- 2011 : Der rote Bulli. Stephen Shore und die Neue Düsseldorfer Fotografie. NRW-Forum, Düsseldorf[15]
- 2016 : Der typologische Blick – Ausstellung für Hilla Becher. La collection photographique/ SK Stiftung Kultur, Cologne[16]
- 2017 : Fotografien werden Bilder. Die Becher-Klasse. Städel Museum, Francfort-sur-le-Main[17],[18]
- 2018 : Bernd, Hilla and the Others. Huis Marseille, Amsterdam[19]
- 2019 : Doing the Document. Fotografien von Diane Arbus bis Piet Zwart – Die Schenkung Bartenbach. Museum Ludwig, Cologne[20]
- 2020 : Subjekt und Objekt. Foto Rhein Rhur. Kunsthalle, Dusseldorf[21]

## Présence dans les musées et collections (sélection)
- Die Photographische Sammlung / SK Stiftung Kultur, Cologne
- Kunstmuseum in der Alten Post, Mülheim an der Ruhr
- Musée de la ville de Düsseldorf
- Landschaftsverband Rheinland – Landesmuseum Bonn
- Le Metropolitan Museum of Art possède plusieurs photos de la série Rheinauhafen
- Le San Francisco Museum of Modern Art possède une photo de la série portes d'usines